# Driekapittelstrijd
Bij de Driekapittelstrijd ging het in de zesde en zevende eeuw om een interne kerkelijke twist over de verhouding tussen de goddelijke en menselijke natuur van Jezus Christus.
Het Concilie van Chalcedon (451) had de christologische strijd over de natuur van Jezus-Christus niet kunnen bijleggen, maar een serie nieuwe schisma’s veroorzaakt. In 519 werd in ieder geval onder keizer Justianus I het Acaciaans schisma tussen de Kerken van Rome en Constantinopel bijgelegd. Er bleef echter een zeker wantrouwen bestaan en vooral de kloof tussen de diofysitische "orthodoxe" Kerk en de in Syrië en Egypte talrijke monofysieten werd door deze bijlegging nog verder verdiept. 
Keizer Justinianus  (527–565) probeerde daarom uit politieke noodzaak en onder invloed van keizerin Theodora I een toenadering te bewerken. In een poging om ook de monofysitische, antichalcedonense kerkgemeenschappen in het Byzantijnse Rijk weer in de christelijke orthodoxie op te nemen, streefde de keizer vanaf 532 naar de veroordeling van de hoofdschuldigen aan de nestoriaanse ketterij uit de tijd voor het Concilie van Efeze (431). Het Nestorianisme was twintig jaar voor Chalcedon de gemeenschappelijke tegenstander van de orthodoxen en de monofysieten geweest, en Justinianus hoopte kennelijk, door een terugval op deze tegenstelling een verzoening te bereiken.
De drie omstreden theologen waren: Ibas van Edessa († 457), Theodoretus van Cyrrhus († 466) en Theodorus van Mopsuestia († 428) met de door hen geproduceerde geschriften, onder andere de brief van Ibas von Edessa aan de Pers Mari. Vooral het werk en de persoon van Theodorus van Mopsuestia werden door keizer Justinianus in 551 in het Driekapitteldecreet, volledig bewaard gebleven in de Chronicon Paschale (551), als nestoriaans veroordeeld. Onder de „drie Kapittels“ verstaat  men de persoon en het werk van de drie theologen.
Het plan van Justinianus lukte echter niet, want enerzijds toonden de monofysieten zich niet onder de indruk en anderzijds zorgde de veroordeling van de drie nestoriaanse auteurs vooral in het Westen voor verontwaardiging. Men weigerde daar de betreffende teksten als ketters te beschouwen en men zag in de keizerlijke actie een verkapte poging om de monofysieten te bevoordelen. Paus Vigilius, die het Driekapitteldecreet aanvankelijk sterk veroordeelde, werd nadat de troepen van Justinianus de Oostgoten uit Italië hadden verdreven, in 553 naar Constantinopel ontboden. In de loop van de gesprekken over de drie kapittels werd Vigilius, na een vlucht in de conciliekerk van Chalcedon, met geweld gedwongen naar Constantinopel terug te keren.
Nadat hij daar was aangekomen, verbrak Justinianus zijn belofte om Vigilius niet met de Drie Kapittels te confronteren. Daarop werd er het oecumenisch concilie van Constantinopel gehouden om de kwestie van de Driekapittels af te sluiten. Vigilius weigerde categorisch aan het concilie deel te nemen als er niet meer bisschoppen uit het Westen aanwezig waren. De meesten van deze bisschoppen kwamen echter niet en het Concilie volgde desondanks de veroordeling door Justinianus. Pas toen Vigilius, onder druk van keizerlijke diplomaten zich officieel achter het besluit had geschaard, mocht hij de terugreis naar Rome aanvaarden, waarbij hij onderweg in Syracuse overleed.
De frontwisseling van de paus werd hem in het westen zeer kwalijk genomen en een aantal bisschoppen accepteerde de veroordeling van de Drie Kapittels niet. Er volgde een circa 150 jaar durend schisma, het schisma van Aquileja. Veel bisschoppen in Noord- en Midden-Italië namen afstand van Rome en wendden zich tot de in 568 binnen gemarcheerde Langobarden (die zich als Arianen buiten de strijd hielden). Dit werd veroorzaakt door de al eerder genoemde tegenstelling in geloofsvragen tussen Constantinopel, Rome en de Noord-Italiaanse bisschoppen. De laatsten keerden zich fel tegen de veroordeling van de Drie Kapittels.
Pas tegen het eind van de zevende eeuw werd er in Pavia een verzoeningssynode gehouden, die het schisma binnen de Langobardische Kerk en met Rome beëindigde.